# هيني سالونين
هيني سالونين (بالفنلندية: Heini Salonen)‏ هي لاعب كرة مضرب فنلندية، ولدت في 11 يوليو 1993 في هلسنكي في فنلندا.

## وصلات خارجية
- هيني سالونين على موقع رابطة محترفات التنس (الإنجليزية)
- هيني سالونين على موقع الاتحاد الدولي لكرة المضرب (الإنجليزية)
- هيني سالونين على موقع كأس بيلي جين كينغ (الإنجليزية)
- هيني سالونين على موقع خلاصة التنس.كوم (الإنجليزية)